# Caratoos
Caratoos ist ein kleines Felsenriff der Grenadinen und Teil des Staates St. Vincent und die Grenadinen. Sie liegt westlich von All Awash Island bei den The Pillories-Eilanden, nördlich der Insel Mustique.

## Geographie
Caratoos gehört zu den Grenadinen, einer Inselgruppe der Kleinen Antillen, verwaltungstechnisch gehört es zum Parish Grenadines. Das Riff ist Teil eines größeren Riffs, welches sich vom Norden von Mustique nach Nordosten zieht und mit Caratoos und All Awash Island einen Bogen bildet.